# テリー・ツワイゴフ
テリー・ツワイゴフ(Terry Zwigoff, 1948年-)はアメリカ合衆国ウィスコンシン州出身の映画監督である。

## 来歴
映画監督として知られるツワイゴフは1948年にウィスコンシン州アップルトンに生まれた。父親が農業を営んでいたが、家族はテリーが5歳の時にシカゴへ移り住む。映画業界にはドキュメンタリー作家としてそのキャリアをスタートさせた。
1985年にはブルース・ミュージシャン、ハワード・アームストロングを追った1時間のドキュメンタリー『Louie Bluie』を制作・監督する。
1994年に製作した『クラム』はアンダーグラウンド・コミック作家ロバート・クラムのドキュメンタリー映画であり、サンダンス映画祭で審査委員を受賞した。
その手腕が評価され、ダニエル・クロウズのコミックを映画化したフィクション映画『ゴーストワールド』を監督。同作品で高い評価を得て、ダニエルと共に2002年のアカデミー脚本賞にノミネートされた。
その後、ビリー・ボブ・ソーントンを主役に据えて『バッドサンタ』を監督。サンタに扮する酒好き女好きの金庫破りを主人公に、ブラックな笑いを提供した。
2006年に製作した『アートスクール・コンフィデンシャル』では再びダニエル・クロウズと組んで彼のコミックを基にニューヨークの美術学校を舞台にした青春コメディを発表。『ゴーストワールド』でプロデューサーとして参加したジョン・マルコヴィッチも出演している。これまでに『エルフ 〜サンタの国からやってきた〜』やテレビコマーシャルの監督として打診されたが、実現には至っていない。
2004年にビリー・ボブ・ソーントン主演の『バッドサンタ』のプロモーションで初来日を果たした。
プライベートでは既婚である。

## 主な監督作品
- Louie Bluie (1985)
- クラム (映画)（英語版） Crumb  (1994) 監督・制作
- ゴーストワールド Ghost World  (2001)　監督・脚本
- バッドサンタ Bad Santa  (2003)
- アートスクール・コンフィデンシャル Art School Confidential (2006)